# Verticordia nobilis
Verticordia nobilis är en myrtenväxtart som beskrevs av Carl Daniel Friedrich Meisner. Verticordia nobilis ingår i släktet Verticordia och familjen myrtenväxter. Inga underarter finns listade i Catalogue of Life.